# 스튜디오드래곤
스튜디오드래곤 주식회사(영어: Studio Dragon Corporation)는 대한민국의 드라마 제작 기업으로 CJ(주)의 자회사 CJ ENM의 계열사이다. CJ E&M은 2010년 3월 드라마사업에 본격적으로 뛰어들었고, 2016년 5월 3일에 스튜디오드래곤을 설립하였다. 본사는 서울특별시 마포구 상암산로 75 (상암동, 동아디지털미디어센터 (DDMC) 1701호)에 있다.
이 회사는 한국드라마제작사협회의 회원이다.

## 스튜디오드래곤 드라마 제작 작품
| 연도        | 방송사                      | 제목                                 | 협력 제작                               |
| ----------- | --------------------------- | ------------------------------------ | --------------------------------------- |
| 2016        | tvN 금토드라마              | 《디어 마이 프렌즈》                 | GT엔터테인먼트와 외주제작               |
| 2016        | tvN 금토드라마              | 《굿 와이프》                        |                                         |
| 2016        | tvN 월화드라마              | 《또! 오해영》                       | 초록뱀미디어와 외주제작                 |
| 2016        | 후난위성텔레비전 청춘진행중 | 《상애천사천년 2: 달빛 아래의 교환》 | 후난위성텔레비전, 톈위촨메이 (외주제작) |
| 2016        | MBC 월화드라마              | 《캐리어를 끄는 여자》               |                                         |
| 2016 ~ 2017 | SBS 드라마 스페셜           | 《푸른 바다의 전설》                 | 문화창고 (외주제작)                     |
| 2016        | tvN 불금불토스페셜          | 《안투라지》                         |                                         |
| 2017        | OCN 주말드라마              | 《터널》                             | THE UNICORN (외주제작)                  |
| 2017        | tvN 금토드라마              | 《시카고 타자기》                    | THE UNICORN (외주제작)                  |
| 2017        | tvN 월화드라마              | 《써클: 이어진 두 세계》             | KPJ (외주제작)                          |
| 2017 ~ 2018 | SBS 주말 특별기획 드라마    | 《브라보 마이 라이프》               | 화앤담픽쳐스 (외주제작)                 |
| 2017 ~ 2018 | tvN                         | 《드라마 스테이지》                  |                                         |
| 2017 ~ 2018 | tvN 토일드라마              | 《화유기》                           | 제이에스픽쳐스 (외주제작)               |
| 2018        | OCN 주말드라마              | 《작은 신의 아이들》                 | KPJ, 이인삼각 (외주제작)                |
| 2018        | tvN 토일드라마              | 《미스터 션샤인》                    | 화앤담픽쳐스 (외주제작)                 |
| 2018        | tvN 수목드라마              | 《나의 아저씨》                      | 초록뱀미디어 (외주제작)                 |
| 2018        | tvN 수목드라마              | 《하늘에서 내리는 일억 개의 별》     | 후지 TV, THE UNICORN (외주제작)         |
| 2019        | tvN 수목드라마              | 《그녀의 사생활》                    | 본팩토리 (외주제작)                     |
| 2019        | tvN 토일드라마              | 《아스달 연대기》                    |                                         |
| 2019        | tvN 수목드라마              | 《검색어를 입력하세요 WWW》          | 화앤담픽쳐스 (외주제작)                 |
| 2019        | SBS 금토드라마              | 《의사요한》                         | KPJ 외주제작                            |
| 2019        | tvN 토일드라마              | 《날 녹여주오》                      | 스토리피닉스 (외주제작)                 |
| 2019        | tvN 토일드라마              | 《사랑의 불시착》                    | 문화창고 (외주제작)                     |
| 2020        | SBS 금토드라마              | 《더 킹 : 영원의 군주》              | 화앤담픽쳐스 (외주제작)                 |
| 2022        | MBC 금토드라마              | 《빅 마우스》                        | 에이스토리, A-MAN 프로젝트 (외주제작)   |

### KBS
| 연도 | 방송사                 | 제목                   | 비고        | 협력 제작           |
| ---- | ---------------------- | ---------------------- | ----------- | ------------------- |
| 2016 | KBS 2TV 수목드라마     | 《공항 가는 길》       |             |                     |
| 2017 | KBS 2TV 주말드라마     | 《황금빛 내 인생》     |             |                     |
| 2020 | KBS 2TV 주말드라마     | 《한 번 다녀왔습니다》 |             | 본팩토리 (외주제작) |
| 2025 | KBS 2TV 저녁일일드라마 | 《비밀의 남녀》        | 하반기 방영 |                     |
| 2025 | KBS 2TV 저녁일일드라마 | 《함부로 약속》        | 미정        |                     |

### 기획 제작 협력 드라마 작품
| 연도        | 방송사               | 제목                              | 협력 제작                                  |
| ----------- | -------------------- | --------------------------------- | ------------------------------------------ |
| 2016        | OCN 일요드라마       | 《38사기동대》                    | SM C&C                                     |
| 2016        | tvN 월화드라마       | 《싸우자 귀신아》                 | 크리에이티브리더스그룹에이트, THE UNICORN  |
| 2016        | tvN tvN 금토드라마   | 《신데렐라와 네 명의 기사》       | HB엔터테인먼트                             |
| 2016        | tvN 금토드라마       | 《THE K2》                        | HB엔터테인먼트                             |
| 2016 ~ 2017 | tvN 금토드라마       | 《쓸쓸하고 찬란하神 - 도깨비》    | 화앤담픽쳐스 (외주제작)                    |
| 2017        | tvN 월화드라마       | 《내성적인 보스》                 | KBS 미디어, 내성적인 보스 문화산업전문회사 |
| 2017        | OCN 일요드라마       | 《보이스》                        | CONTENT K                                  |
| 2017        | tvN 금토드라마       | 《내일 그대와》                   | 셀트리온 엔터테인먼트                      |
| 2017        | tvN 월화드라마       | 《그녀는 거짓말을 너무 사랑해》   | 본팩토리                                   |
| 2017        | tvN 토일드라마       | 《비밀의 숲》                     | 씨그널 엔터테인먼트 그룹, IOK 미디어       |
| 2017        | OCN 주말드라마       | 《듀얼》                          | 초록뱀미디어                               |
| 2017        | tvN 월화드라마       | 《하백의 신부 2017》              | 넘버쓰리픽쳐스                             |
| 2017        | tvN 수목드라마       | 《크리미널 마인드》               | 태원엔터테인먼트                           |
| 2017        | OCN 주말드라마       | 《구해줘》                        | 히든시퀀스                                 |
| 2017        | tvN 토일드라마       | 《명불허전》                      | 본팩토리                                   |
| 2017        | tvN 월화드라마       | 《아르곤》                        | 데이드림 엔터테인먼트                      |
| 2017        | tvN 토일드라마       | 《변혁의 사랑》                   | 삼화네트웍스                               |
| 2017        | tvN 월화드라마       | 《이번 생은 처음이라》            | MI                                         |
| 2017        | OCN 주말드라마       | 《블랙》                          | 아이윌미디어                               |
| 2017        | tvN 수목드라마       | 《부암동 복수자들》               | 제이에스픽쳐스                             |
| 2017        | OCN 주말드라마       | 《나쁜 녀석들 : 악의 도시》       | 얼반웍스미디어                             |
| 2017        | tvN 토일드라마       | 《화유기》                        | 제이에스픽쳐스                             |
| 2017        | tvN 토일드라마       | 《세상에서 가장 아름다운 이별》   | 지티스트                                   |
| 2018        | tvN 수목드라마       | 《마더》                          | THE UNICORN                                |
| 2018        | tvN 수목드라마       | 《나의 아저씨》                   | 초록뱀미디어                               |
| 2018        | tvN 토일드라마       | 《라이브》                        | 지티스트                                   |
| 2018        | tvN 월화드라마       | 《크로스》                        | 로고스필름                                 |
| 2018        | tvN 월화드라마       | 《멈추고 싶은 순간: 어바웃 타임》 | STORY TV                                   |
| 2018        | tvN 수목드라마       | 《김비서가 왜 그럴까》            | 본팩토리                                   |
| 2018        | tvN 토일드라마       | 《무법 변호사》                   | 로고스필름                                 |
| 2018        | OCN 토일드라마       | 《미스트리스》                    | 초록뱀미디어                               |
| 2018        | OCN 토일드라마       | 《라이프 온 마스》                | 프로덕션H                                  |
| 2018        | tvN 수목드라마       | 《아는 와이프》                   | 초록뱀미디어                               |
| 2018        | tvN 토일드라마       | 《알함브라 궁전의 추억》          | 초록뱀미디어                               |
| 2018        | tvN 월화드라마       | 《백일의 낭군님》                 | 에이스토리                                 |
| 2018        | OCN 토일드라마       | 《보이스2》                       | 콘텐츠케이                                 |
| 2018        | OCN 토일드라마       | 《플레이어》                      | 아이윌미디어                               |
| 2018        | OCN 수목드라마       | 《손 the guest》                  |                                            |
| 2018        | OCN 수목드라마       | 《신의 퀴즈: 리부트》             | 큐로홀딩스                                 |
| 2019        | tvN 토일드라마       | 《로맨스는 별책부록》             | 글앤그림미디어                             |
| 2019        | tvN 수목드라마       | 《진심이 닿다》                   | 메가몬스터, 콘텐츠 지음                    |
| 2019        | tvN 월화드라마       | 《사이코메트리 그녀석》           | 제이에스픽쳐스                             |
| 2019        | OCN 수목드라마       | 《빙의》                          | 데이드림엔터테인먼트                       |
| 2019        | tvN 월화드라마       | 《어비스》                        | 네오엔터테인먼트                           |
| 2019        | OCN 수목드라마       | 《구해줘 2》                      | 히든시퀀스                                 |
| 2019        | OCN 토일드라마       | 《보이스 3》                      | 콘텐츠케이                                 |
| 2019        | OCN 토일드라마       | 《왓쳐》                          |                                            |
| 2019        | OCN 수목드라마       | 《미스터 기간제》                 | 제이에스픽쳐스                             |
| 2019        | tvN 토일드라마       | 《호텔 델루나》                   | 지티스트                                   |
| 2019        | OCN 수목드라마       | 《달리는 조사관》                 | 데이드림엔터테인먼트                       |
| 2019        | tvN 월화드라마       | 《유령을 잡아라!》                | 로고스필름                                 |
| 2020        | tvN 토일드라마       | 《사이코지만 괜찮아》             | 스토리티비, 골드메달리스트                 |
| 2020        | tvN 토일드라마       | 《비밀의 숲 2》                   | 에이스팩토리                               |
| 2020        | tvn 수목드라마       | 《구미호뎐》                      | 하우픽쳐스,(주)플러스엠엔터테인먼트        |
| 2021        | ocn & tvN 주말드라마 | 《경이로운 소문(ver 드라마)》     | (주)네오엔터테인먼트                       |

## 자회사
- 문화창고, 화앤담픽쳐스, KPJ
- 제이에스픽쳐스, 지티스트, 무비락
- 메리카우, 넥스트씬, 길픽쳐스, 몬스터유니온(공동 설립)

## 협력 제작 회사
- 메가몬스터 (구 스토리플랜트) 
카카오엠(구 로엔엔터테인먼트)과 공동제작투자[13][14] 현재는 카카오M 자회사이며, 스튜디오 드래곤과 협력적 관계임

- 카카오엔터테인먼트 (구 로엔엔터테인먼트)[6][15] 드라마피버[16]

## 제작 협력 투자사
- 에이스토리

## 소속 연출가와 작가
| - CP - 유상원 - 김륜희 - 김선태 - 김성민 - 박호식 - 박은경 - 소재현 - 송진선 - 이영옥 - 이혜영 - 조문주 - 장정도 - 장신애 - PD - 김철규 - 박승우 - 박준화 - 이나정 - 이응복 - 정지현 - 최병길 - 권영일 - 이윤정 - 권경현 - 김경규 - 김겨레 - 김기윤 - 김기재 - 김하경 - 김형식 - 박규원 - 박원국 - 백승룡 - 성용일 - 손자영 - 이동은 - 이세희 - 이소윤 - 이상희 - 이수현 - 이정묵 - 유범상 - 유슬기 - 유승민 - 유종선 - 윤정빈 - 정다형 - 정세령 - 전지수 - 조남형 - 조도연 - 조아라 - 최동숙 - 최순규 - 최연호 - 한동화 - 함승훈 - 허석원 화앤담픽쳐스 - 정지현 제이에스픽쳐스 - 김도훈 - 김상호 - 김병수 - 권석장 - 김윤철 - 안판석 - 이민우 - 이종재 - 이창한 - 이태곤 - 이진석 (설립자, 대표이사) 지티스트 - 김규태 - 홍종찬 | 문화창고 - 박지은 화앤담픽쳐스 - 김은숙 - 이미나 - 권도은 KPJ - 김영현 - 박상연 제이에스픽쳐스 - 김현희 - 김정은 - 마주희 - 백미경 - 양진아 - 이지효 - 이진매 - 고정원 - 정하나 에이스토리 - 김은희 - 장영철 - 정경순 - 박재범 - 이성민 - 최완규 - 안신유 - 김지완 - 여정미 - 원유정 - 문지원 지티스트 - 노희경 길픽쳐스 - 박재범 - 김윤 - 김민석 - 노혜영 - 이승진 - 임진선 - 은주영 - 최윤교 - 김지희 - 남승현 |

## 소속 배우
| 문화창고 - 고소영 - 박민영 - 조정석 - 수현 - 전지현 - 서지혜 - 김소현 - 윤지민 - 윤지온 - 한동호 제이에스픽쳐스 - 윤소이 - 조성윤 - 손효은 - 윤현민 - 소희정 - 미람 - 강승완 - 유정우 - 이다해 - 이승준 - 윤진솔(쥬얼리 전 멤버) - 박은석 - 안우연 - 김민영 - 전익령 - 이주형 - 권혁범 - 박서연 - 김빛나리 - 금채안 - 차연우 |

## 같이 보기
- CJ ENM

### 자회사
- http://www.culturedepot.kr/ 문화창고
- http://jspictures.tv/ 제이에스픽쳐스